# Сверково (станция)
Сверково (бел. Све́ркаў) — железнодорожная станция в городе Рогачёв на линии Жлобин — Могилёв.

## Пассажирское движение
По состоянию на май 2022 года, станция принимает и отправляет поезда следующих направлений:
Поезда региональных линий эконом-класса:
1. Жлобин — Могилёв — Жлобин
2.  Жлобин — Рогачёв
Через станцию также проходят поезда международных линий и межрегиональных линий эконом- и бизнес-класса.

## Перспективы
Начаты[когда?]

 проектные работы по электрификации линии Жлобин — Могилёв — Орша — Витебск — Полоцк.